# VirtueMart
 (mai 2020).
Si vous disposez d'ouvrages ou d'articles de référence ou si vous connaissez des sites web de qualité traitant du thème abordé ici, merci de compléter l'article en donnant les références utiles à sa vérifiabilité et en les liant à la section « Notes et références ».
VirtueMart est une solution de commerce en ligne open source conçue pour une extension de Mambo ou de Joomla! système de gestion de contenu CMS. VirtueMart est écrit en PHP et nécessite l'environnement de base de données MySQL pour le stockage.

## Histoire
Initialement baptisée mambo-phpShop , il est devenu la première composante de commerce en ligne pour le système CMS Mambo. Après la séparation de la communauté Mambo dans Joomla, le développeur de mambo-phpShop la rebaptise « VirtueMart », soutenant officiellement la nouvelle CMS Joomla. Alors que les implémentations actuelles peuvent encore fonctionner avec Mambo CMS, et les anciennes éditions de mambo-phpShop sont encore disponibles au téléchargement mais ils ne sont plus supportées activement.
En septembre 2009, une nouvelle équipe a commencé à développer VirtueMart 2. La nouvelle version a été publiée en décembre 2011. En octobre 2012, l'équipe de développement a déclaré la fin de la vie pour VirtueMart 1.1.

## Caractéristiques
VirtueMart supporte un nombre illimité de produits et de catégories, avec des produits pouvant être affectés à plusieurs catégories. Il permet également la vente de produits téléchargeables, et offre un mode de catalogue où la fonction panier est désactivée. VirtueMart prend en charge plusieurs prix pour un seul produit, sur la base de groupes de vendeurs ou une plage de la quantité, et permet l'utilisation d'une variété de différents paiements.
VirtueMart est une solution open source de commerce en ligne, tout le code de l'application est ouvertement visible dans PHP. Cela permet aux développeurs PHP d'afficher, de mettre à jour ou personnaliser le fonctionnement du panier. En outre VirtueMart offre des modèles simplifiés de structure pouvant être édités en standard html et css.
VirtueMart est pris en charge par une application iPhone par iVMStore.

### Liste des caractéristiques
Caractéristiques Générales
- Capable d'utiliser Secure Sockets Layer (https) chiffrement (128 bits)
- Calcul des taxes et frais en fonction de la zone (ville / état et pays / région)
- Les clients peuvent gérer leurs comptes d'utilisateurs (inscription requise)
- Expédition et gestion d'adresses (les clients peuvent entrer leurs propres adresses d'expédition)
- Historique des commandes: le vendeur peut afficher toutes leurs commandes antérieures (et détails de la commande)
- Confirmation de commande par messagerie (personnalisable) envoyée au propriétaire du magasin
- Devises multiples (permet aux clients de changer la monnaie)
- Plusieurs langues

Catalogue des produits
- Gère un nombre illimité de produits et catégories
- Peut être utilisé comme une boutique ou tout simplement comme un catalogue en ligne
- Recherche rapide de produits, catégories et les fabricants; filtre par caractéristiques ou produits à prix réduits
- Disponibilité du produit
- Produits téléchargeables
- "Le produit est de retour en stock" -Notification pour les clients abonnés

Fonctionnalités d'administration
- Plusieurs images et de fichiers  par produit
- Attributs du produit (comme la taille ou la couleur) peuvent être ajoutés
- Types de produits par classification (comme "voiture", "Moto" ou "Music Album»)
- Groupes de vendeurs pour les clients (permet différents niveaux de prix et options de paiement)
- Les prix multiples par produit (basée sur la quantité et / ou Groupe)
- Prix de conversion entre les différentes monnaies
- Statistiques avec un résumé des nouveaux clients, de nouvelles commandes...
- Contrôle du niveau de stock des produits et articles
- Gestion de commandes avec historique des commandes, la notification à la clientèle
- Informations : Articles, revenu mensuel et annuel
- Suivi de commande / Gestion
- Gère différentes devises et pays

Modules de paiement
- Capable de traiter des cartes de crédit
- Passerelles de paiement comme PayPal, 2Checkout...

Modules d'envoi
- Configuration des tarifs d'envois et des différents transporteurs

## Utilisation
VirtueMart a été adopté par plus de 269 000 détaillants en ligne en 2013.
Pour la semaine du 23 septembre 2013, Trends a indiqué que VirtueMart est sur 1,47% des meilleurs sites de 10K, 3,25% des meilleurs sites de 100K, et 6,02% du million de premiers sites. 
En 2015, VirtueMart représente 353.542 sites marchands d’après les données de Trends , le plaçant parmi les solutions de commerce en lignee  utilisées dans le monde avec Magento,WooCommerce et Prestashop.

## Exigences
VirtueMart est un plugin pour Joomla! / Mambo, il a les mêmes exigences en matière de système.
Plusieurs autres bibliothèques ou extensions justificatives requises comprennent MySQL, XML et support de Zlib intégré dans PHP. Support pour HTTPS (OpenSSL) et cURL est recommandé.

## Compatibilité
- VirtueMart 1.1.x est compatible avec Joomla 1.5.x.
- VirtueMart 2.0.x est compatible avec Joomla 2.5.x.
- VirtueMart 2.6.x est compatible avec Joomla 2.5.x.
- VirtueMart 2.9.x est compatible avec Joomla 3.x.
- VirtueMart 3.0.x est compatible avec Joomla 2.5.x et Joomla 3.x.

## Liens Externes
- (en) Site officiel
- (en) Extension Directory
- Site français